# ジャー・ジャー・ビンクス
ジャー・ジャー・ビンクス（Jar Jar Binks）は、アメリカのSF映画『スター・ウォーズ』シリーズの新三部作（『エピソード1/ファントム・メナス』『エピソード2/クローンの攻撃』『エピソード3/シスの復讐』）に登場するキャラクター。種族は惑星ナブーの原住民であるグンガン人で、性別は男性。身長は196cmである。
『エピソード1/ファントム・メナス』で華々しくデビューを飾ったが、アメリカでの不人気はすさまじいものがあり、2000年の第20回ラジー賞では最低助演男優賞を受賞し、さらに映画史上もっとも不愉快なキャラクター1位に選ばれた。この不評から『エピソード2/クローンの攻撃』では重要だがほんの数シーン、『エピソード3/シスの復讐』ではたった一瞬のカットでしか登場していない。

## 人物
ジャー・ジャー・ビンクスは非常に人が好くのんびり屋であるが、本人曰く「不器用さ」のために周囲に禍を撒き散らすという欠点があり、大規模な事故を何度も引き起こした。大変なトラブル・メーカーで、周囲から疎まれることもしばしば。そのために、ジャー・ジャーはグンガン人の主要居住地区である水底都市オート・グンガから追放された身の上であった。それ以来、ジャー・ジャーは地上の沼地周辺で自給自足の生活を送っていたが、突然現れた宇宙船（通商連合）からの攻撃に慌てふためいていたところを、ジェダイ・マスター、クワイ＝ガン・ジンにより助けられる。そのことに恩義を感じ、グンガン人の伝統的な考えである「命の借り」の理念に則り、ジャー・ジャーは、クワイ＝ガンとその弟子オビ＝ワン・ケノービに付き従い、激動の運命に身を投じることとなるのだった。
後に人間とグンガン人との仲介役を果たした功績をボス・ナスより認められ、「グンガンの偉大なる軍隊」を指揮する将軍に任命される。しかし、実際には実権はなく、ターパルス隊長やタブラー・シール将軍が軍を指揮したのだが、シンボル的存在として士気高揚に大きく貢献した。この種族の命運をかけた「ナブーの戦い」は人間とグンガン人によるナブー側の勝利に終わり、ジャー・ジャーもまた辛くも生き残っている。
その後も、とんとん拍子で出世し、ナブー王室の元女王パドメ・アミダラからの厚い信頼を受け、惑星ナブー選出の代議員になった。共和国に戦争の影が忍び寄る中、元老院の最高議会でパルパティーン議長に非常時大権を与える緊急動議を熱弁をもって提案し、それまで日和見主義で腰の重かった議会の雰囲気を一変させ拍手喝采を浴びた。しかしこの演説がその後に続く大きな悲劇の呼び水となっていく。
ジャー・ジャーは善意と勇気と陽気さを兼ね備え、同時に幾らかの臆病さとずぼらさと不器用さを持った、非常に親しみの涌く人物である。しかし必ずしも飛び抜けた能力があるわけではない。それにもかかわらずジャー・ジャーは歴史の節目節目で本人の能力を遙かに超える大役を自然と担ってしまう傾向にあるようだ。その後の動乱の時代も、アミダラ議員の補佐役として活躍し、故郷ナブーで行われた彼女の葬儀にもボス・ナスと並び参列した。
ジャー・ジャーの非常時大権動議の熱弁については、結局パルパティーンの悪事に加担してしまい、銀河系の歴史を大きく歪める結果を生んだ。パルパティーンはこの大権を最大限活用して軍隊の設立を宣言、果てはクローン大戦・共和国の終焉と繋った。もともと動議は平和を愛する自身の持つ善意の表れでしかなかったが、結果として、共和国の終焉の共犯者となってしまう。

## 人気に恵まれなかったキャラクター
旧三部作におけるC-3POに相当する立ち位置にいた人物だが、その不人気は悪役として大きな働きをしたヌート・ガンレイ総督にも匹敵するものであり、場を楽しませるキャラクターが重苦しい全体のストーリーに合致せず空回りしたこと、そしてジャー・ジャーの提出した動議が先述の悲劇をもたらしたことが不人気さの理由とされる。また、発音や態度が黒人など特定の人種を嘲笑的に扱った過去の映画を思い起こさせるとする批判が起きた。
しかし動議については周囲の人物から言葉巧みに誘導された結果であるとはいえ、本人なりに善意と責任に基づいてとった行動であり、彼だけが責められるべき問題とは言い難い。また、エピソード3にはジェダイやガンレイだけでなくパドメやベイル・プレスター・オーガナなど複数の政治家までもそれぞれの思惑で動く描写が入っており、本来はパルパティーンがこの間隙を縫ってのし上がったストーリーであった。
しかし、エピソード3ではストーリー簡略化のため、政治家の思惑を示すシーンは撮影済みのものまでほぼ全てカットされており、「ガンレイは無惨に殺されパドメは自責に苦しみ抜いて死を迎えたのに、ジャー・ジャーは特に悩むこともないまま最後まで生き残った」というある種明快な批判の構図ができてしまった。エピソード3では他にも複数の出番が予定されていたがすべてカットされた。
しかしパドメの葬儀には単なる参列者としての登場でなく、王家の後ろを一族揃って貴賓として歩くことが許されている。

## その他
ジャー・ジャーはエピソード1〜3すべてに登場するキャラクターとしては唯一のフルCGキャラクターである。当初は声優アーメド・ベストがエイリアンスーツを着て演技し、首だけCGで挿げ替える予定でスーツも製作されたが、テストを重ねた結果フルCGで製作される事になった。スーツを着たアーメドが演技したのはリハーサルやCG用リファレンス撮影と、手などの簡単なシーンのみ。そうした不遇の状況にもかかわらず、アーメドは猛暑のチュニジア砂漠ロケでもゴム製スーツで人一倍不快な状態にありながらジョークを連発するなど陽気に振る舞い、撮影現場のムード作りに貢献した。
ジャー・ジャーの声については、アーメド自ら「僕はジャー・ジャーの声もできます!」とルーカスに申し出て声も担当した、という経緯がある。
それでも前述の不人気ぶりに疲弊したアーメドは、ブルックリン橋で飛び降り自殺を考えるほどにまで追いつめられたという。余談だが、アーメドは後に『マンダロリアン』にカレラン・ベク役で出演し、シリーズへのカムバックを果たしている。
ジャー・ジャーの動きはブレイクダンスをベースに、アーメドが尊敬する喜劇俳優バスター・キートンやジャッキー・チェンのコミカルな動きをエッセンスとして加えたものである。また、彼はジャー・ジャー以外の全てのグンガン族の動きも担当しており、「フィナーレに登場した楽団は全員自分」であることも明かしている。
日本語吹き替え版での声優は田の中勇。CRフィーバースター・ウォーズ ダース・ベイダー降臨では稲葉実が担当している。スター・ウォーズ/クローン・ウォーズ（テレビ版）では三ツ矢雄二が担当している。ニュー・ヨーダ・クロニクルとドロイド・テイルズでは越後屋コースケが担当している。